# Bocagella acutipennis
Bocagella acutipennis är en insektsart som beskrevs av Miller, N.C.E. 1932. Bocagella acutipennis ingår i släktet Bocagella och familjen gräshoppor.

## Underarter
Arten delas in i följande underarter:
- B. a. acutipennis
- B. a. hirsuta